# Kijkduin (molen)
De molen Kijkduin in Schoorl (gemeente Bergen) is een in 1772 gebouwde korenmolen. Het is een ronde stenen molen, gebouwd op een kleine verhoging. Hij is uitgerust met 1 koppel 16der kunststenen en 1 koppel 16der blauwe stenen.
Op de plaats van de molen stond al voor 1575 een molen, vermoedelijk een standerdmolen. Bij de bouw was de Kijkduin voor 5/6 deel eigendom van Schoorl en voor 1/6 deel van Groet. Dit duurde tot 1868, toen wegens geldgebrek de molen aan een particulier moest worden verkocht. Hij heeft tot 1935 gemalen en is daarna aan de gemeente verkocht, die hem als monument heeft willen behouden. De molen is tegenwoordig eigendom van de gemeente Bergen.
De Kijkduin draait regelmatig en is dan te bezoeken. Ook worden er meelproducten verkocht.